# UCI America Tour 2012-2013
El UCI America Tour 2012-2013 fue la novena edición del calendario ciclístico internacional americano. Se inició el 7 de octubre de 2012 en Trinidad y Tobago, con la carrera Tobago Cycling Classic y finalizó el 7 de septiembre de 2013 en Estados Unidos con la Thompson Bucks County Classic.
En un principio, la temporada contaba con 33 competiciones, número similar a la edición anterior. Posteriormente se incluyeron nuevas carreras y otras fueron eliminadas, siendo finalmente 29 el número de pruebas que se realizaron.
El ganador de la clasificación individual fue el colombiano Janier Acevedo del equipo Jamis-Hagens Berman. Aunque no ganó ninguna carrera, Acevedo fue muy regular en las competiciones más importantes del calendario, como los Tours de Utah y California donde fue tercero en ambas, y el USA Pro Challenge donde fue cuarto. Segundo fue el también colombiano Óscar Sánchez del equipo amateur GW-Shimano. Sánchez ganó las vueltas a Costa Rica y Guatemala y allí obtuvo casi todos sus puntos. El tercer lugar fue para el canadiense Ryan Anderson del equipo Optum-Kelly Benefit Strategies. La mayor parte de los puntos de Anderson los logró en el Tour de Elk Grove, donde fue segundo y la misma posición en el campeonato de Canadá en ruta.
Por equipos ganó el UnitedHealthcare de Estados Unidos, seguido del Optum-Kelly Benefit Strategies. Ambos superaron en puntos al Funvic Brasilinvest-São José dos Campos en las últimas carreras del calendario. El equipo brasileño, había estado primero gran parte de la temporada y finalmente fue tercero.
Colombia fue el vencedor por países por quinta temporada consecutiva, y también ganó la clasificación sub-23 por países.

## Carreras y categorías

### Carreras no inscritas
Algunas de las carreras que estuvieron en el calendario anterior, no estuvieron en el calendario 2012-2013: las vueltas Independencia Nacional en República Dominicana y las uruguayas Rutas de América y Vuelta del Uruguay, no fueron inscritas quedando fuera del circuito.

### Nuevas carreras y retornos
El Tour de Alberta y el Tour de Delta (Canadá), Ruta del Centro (México), Vuelta al Mundo Maya (Guatemala), fueron las nuevas carreras en el calendario con respecto a la edición 2011-2012.

### Carreras suspendidas o eliminadas
Once carreras que en principio integraban el calendario salieron del mismo. Algunas no se disputaron como la Vuelta a Chile y la Vuelta a México. Otras sí se corrieron, pero como evento nacional, como Giro del Interior de San Pablo y el Tour de Santa Catarina en Brasil. El siguiente es el listado de esas carreras que fueron excluidas del calendario.
| 31 de enero al 10 de febrero | Vuelta Ciclista a Chile        | 2.2 |
| 15 al 17 de febrero          | Vuelta a Puerto Rico           | 2.2 |
| 10 al 17 de marzo            | Vuelta a México                | 2.2 |
| 15 al 19 de marzo            | Giro del Interior de San Pablo | 2.2 |
| 10 al 14 de abril            | Vuelta de Gravataí             | 2.2 |
| 14 de abril                  | Tour de Battenkill             | 1.2 |
| 17 al 21 de abril            | Tour de Santa Catarina         | 2.2 |
| 1 y 2 de junio               | Clásico San Antonio de Padua   | 2.2 |
| 29 de mayo al 2 de junio     | Vuelta de Paraná               | 2.2 |
| 2 de junio                   | American Cycling Classic       | 1.2 |
| 7 de julio                   | Keystone Open                  | 1.2 |

### Categorías
En esta edición fueron dos las carreras de máxima categoría (.HC), una menos que la edición anterior. El Tour de California y el USA Pro Cycling Challenge, ambas Estados Unidos.
Las carreras que le siguieron en nivel (.1) fueron una más que en 2011-2012. Al Tour de San Luis, el Tour de Utah y el Tour de Elk Grove, se le sumó esta temporada la nueva carrera Tour de Alberta en Canadá. El resto de las carreras fueron .2 (última categoría). Además integraron el calendario la carrera sub-23, Coupe des Nations Ville Saguenay y las carreras en ruta y contrarreloj para élite y sub-23 del campeonato panamericano de ciclismo.
| Carrera                   | Categoría |
| ------------------------- | --------- |
| Tour de California        | 2.HC      |
| USA Pro Cycling Challenge | 2.HC      |

| Carrera           | Categoría |
| ----------------- | --------- |
| Tour de San Luis  | 2.1       |
| Tour de Elk Grove | 2.1       |
| Tour de Utah      | 2.1       |
| Tour de Alberta   | 2.1       |

| Carrera                                       | Categoría |
| --------------------------------------------- | --------- |
| Vuelta a Bolivia                              | 2.2       |
| Vuelta al Sur de Bolivia                      | 2.2       |
| Tour de Brasil/Vuelta del Estado de San Pablo | 2.2       |
| Copa América de Ciclismo                      | 1.2       |
| Tour de Río                                   | 2.2       |
| Tour de Beauce                                | 2.2       |
| Tour de Delta                                 | 1.2       |
| Coupe des Nations Ville Saguenay              | 2.Ncup    |
| Vuelta a Colombia                             | 2.2       |
| Vuelta a Costa Rica                           | 2.2       |
| Tour de Gila                                  | 2.2       |
| Philadelphia Cycling Classic                  | 1.2       |
| Thompson Bucks County Classic                 | 1.2       |
| Vuelta al Mundo Maya                          | 2.2       |
| Vuelta a Guatemala                            | 2.2       |
| Ruta del Centro                               | 2.2       |
| Tobago Cycling Classic                        | 1.2       |
| Vuelta al Táchira                             | 2.2       |
| Vuelta a Venezuela                            | 2.2       |

Además de estas carreras, algunos campeonatos nacionales de ruta y contrarreloj también puntuaron para el UCI America Tour. Para ello el principal requisito de la Unión Ciclista Internacional fue que se disputaran en la última semana de junio, aunque se hicieron excepciones.
Para esta edición puntuaron los campeonatos nacionales de: Argentina, Aruba, Belice, Bermudas, Brasil, Canadá, Costa Rica, El Salvador, Estados Unidos, Guatemala, México, Panamá, Puerto Rico, República Dominicana y Venezuela.

## Equipos
Los equipos que pueden participar en las diferentes carreras dependen de la categoría de las mismas. A mayor nivel de una carrera pueden participar equipos de más nivel. Los equipos UCI ProTeam, solo pueden participar de las carreras .HC y .1 pero tienen cupo limitado y los puntos que logran sus ciclistas no van a la clasificación.
| Categoría      | Categoría                       | Equipos                                                                                          |
| -------------- | ------------------------------- | ------------------------------------------------------------------------------------------------ |
| .HC            | 1.HC (Carrera de un día)        | ProTeam (max 50%) Profesionales Continentales Continentales Selecciones nacionales               |
| .HC            | 2.HC (Carrera de varios días)   | ProTeam (max 50%) Profesionales Continentales Continentales Selecciones nacionales               |
| .1             | 1.1 (Carrera de un día)         | ProTeam (max 50%) Profesionales Continentales Continentales Selecciones nacionales               |
| .1             | 2.1 (Carrera de varios días)    | ProTeam (max 50%) Profesionales Continentales Continentales Selecciones nacionales               |
| .2             | 1.2 (Carrera de un día)         | Profesionales Continentales Continentales Selecciones nacionales Selecciones regionales Amateurs |
| .2             | 2.2 (Carrera de varios días)    | Profesionales Continentales Continentales Selecciones nacionales Selecciones regionales Amateurs |
| .Ncup (sub-23) | 1.Ncup (Carrera de un día)      | Selecciones nacionales Selecciones mixtas                                                        |
| .Ncup (sub-23) | 2.Ncup (Carrera de varios días) | Selecciones nacionales Selecciones mixtas                                                        |

Para favorecer la invitación a los equipos más humildes, la Unión Ciclista Internacional publicó un "ranking ficticio" de los equipos Continentales, sobre la base de los puntos obtenidos por sus ciclistas en la temporada anterior. Los organizadores de carreras .1 y .2 deben obligatoriamente invitar a los 3 primeros de ese ranking y de esta forma pueden acceder a un mayor número de carreras. En este circuito los invitados automáticamente a carreras de categoría .1 y .2 fueron el Funvic Brasilinvest-São José dos Campos, Optum-Kelly Benefit Strategies y EPM-UNE, aunque a diferencia del UCI WorldTour los equipos pueden rechazar dicha invitación.

## Baremo de puntuación
Los puntos, en las carreras por etapas (2.HC, 2.1 y 2.2), se otorgan a la clasificación individual final, a cada una de las etapas y al líder de la individual en cada etapa.
En las carreras de un día (1.HC, 1.1 y 1.2), Campeonatos Panamericanos (CC) y campeonatos nacionales que puntúan (que varía dependiendo del ranking por equipos del UCI America Tour 2011-2012), se otorgan a la clasificación final.
Los puntos se reparten de la siguiente manera:
| Posición | 2.HC 1.HC CC | 2.1 1.1 | 2.2 1.2 2.Ncup CC sub-23 | CRI CC |
| -------- | ------------ | ------- | ------------------------ | ------ |
| 1.º      | 100          | 80      | 40                       | 20     |
| 2.º      | 70           | 56      | 30                       | 14     |
| 3.º      | 40           | 32      | 16                       | 8      |
| 4.º      | 30           | 24      | 12                       | 7      |
| 5.º      | 25           | 20      | 10                       | 6      |
| 6.º      | 20           | 16      | 8                        | 5      |
| 7.º      | 15           | 12      | 6                        | 4      |
| 8.º      | 10           | 8       | 3                        | 2      |
| 9.º      | 9            | 7       |                          |        |
| 10.º     | 8            | 6       |                          |        |
| 11.º     | 7            | 5       |                          |        |
| 12.º     | 6            | 3       |                          |        |
| 13.º     | 5            |         |                          |        |
| 14.º     | 4            |         |                          |        |
| 15.º     | 3            |         |                          |        |

| Posición | 2.HC | 2.1 | 2.2 2.Ncup |
| -------- | ---- | --- | ---------- |
| 1.º      | 20   | 16  | 8          |
| 2.º      | 14   | 11  | 5          |
| 3.º      | 8    | 6   | 2          |
| 4.º      | 7    | 5   |            |
| 5.º      | 6    | 4   |            |
| 6.º      | 5    | 2   |            |
| 7.º      | 4    |     |            |
| 8.º      | 2    |     |            |

| Posición | 2.HC | 2.1 | 2.2 2.Ncup |
| -------- | ---- | --- | ---------- |
| 1.º      | 10   | 8   | 4          |

## Calendario
Contó con las siguientes pruebas, tanto por etapas como de un día.

### Octubre 2012
| Fecha    | Carrera                                       | Cat. | Ganador         | Equipo del ganador     |
| -------- | --------------------------------------------- | ---- | --------------- | ---------------------- |
| 7        | Tobago Cycling Classic                        | 1.2  | Darren Matthews | Team Coco'S            |
| 14 al 21 | Tour de Brasil/Vuelta del Estado de San Pablo | 2.2  | Magno Nazaret   | Funvic-Pindamonhangaba |

### Noviembre 2012
| Fecha    | Carrera              | Cat. | Ganador       | Equipo del ganador  |
| -------- | -------------------- | ---- | ------------- | ------------------- |
| 2 al 11  | Vuelta a Bolivia     | 2.2  | Maky Román    | Lotería del Táchira |
| 18 al 25 | Vuelta al Mundo Maya | 2.2  | Giovanni Báez | EPM-UNE             |

### Diciembre 2012
| Fecha    | Carrera             | Cat. | Ganador       | Equipo del ganador |
| -------- | ------------------- | ---- | ------------- | ------------------ |
| 17 al 29 | Vuelta a Costa Rica | 2.2  | Óscar Sánchez | GW-Shimano         |

### Enero 2013
| Fecha    | Carrera                  | Cat. | Ganador            | Equipo del ganador     |
| -------- | ------------------------ | ---- | ------------------ | ---------------------- |
| 6        | Copa América de Ciclismo | 1.2  | Francisco Chamorro | Funvic-Pindamonhangaba |
| 11 al 20 | Vuelta al Táchira        | 2.2  | Yeisson Delgado    | Kino Táchira-Drodínica |
| 21 al 27 | Tour de San Luis         | 2.1  | Daniel Díaz        | San Luis Somos Todos   |

### Abril 2013
| Fecha    | Carrera            | Cat. | Ganador       | Equipo del ganador |
| -------- | ------------------ | ---- | ------------- | ------------------ |
| 21 al 28 | Vuelta a Guatemala | 2.2  | Óscar Sánchez | GW-Shimano         |

### Mayo 2013
| Fecha    | Carrera                                     | Cat. | Ganador             | Equipo del ganador    |
| -------- | ------------------------------------------- | ---- | ------------------- | --------------------- |
| 1 al 5   | Tour de Gila                                | 2.2  | Philip Deignan      | UnitedHealthcare      |
| 2        | Campeonato Panamericano Contrarreloj Sub-23 | CC   | José Luis Rodríguez | Selección de Chile    |
| 2        | Campeonato Panamericano Contrarreloj Elite  | CC   | Carlos Oyarzún      | Selección de Chile    |
| 5        | Campeonato Panamericano en Ruta Sub-23      | CC   | Richard Carapaz     | Selección de Ecuador  |
| 5        | Campeonato Panamericano en Ruta Elite       | CC   | Jonathan Paredes    | Selección de Colombia |
| 12 al 19 | Tour de California                          | 2.HC | Tejay van Garderen  | BMC Racing            |

### Junio 2013
| Fecha    | Carrera                          | Cat.   | Ganador       | Equipo del ganador   |
| -------- | -------------------------------- | ------ | ------------- | -------------------- |
| 2        | Philadelphia Cycling Classic     | 1.2    | Kiel Reijnen  | UnitedHealthcare     |
| 7 al 9   | Coupe des Nations Ville Saguenay | 2.Ncup | Sondre Enger  | Selección de Noruega |
| 9 al 23  | Vuelta a Colombia                | 2.2    | Óscar Sevilla | EPM-UNE              |
| 11 al 16 | Tour de Beauce                   | 2.2    | Nathan Brown  | Bontrager            |

### Julio 2013
| Fecha    | Carrera            | Cat. | Ganador           | Equipo del ganador           |
| -------- | ------------------ | ---- | ----------------- | ---------------------------- |
| 7        | Tour de Delta      | 1.2  | Steve Fisher      | Hagens Berman                |
| 19 al 28 | Vuelta a Venezuela | 2.2  | Carlos José Ochoa | Androni Giocattoli-Venezuela |

### Agosto 2013
| Fecha    | Carrera                   | Cat. | Ganador               | Equipo del ganador    |
| -------- | ------------------------- | ---- | --------------------- | --------------------- |
| 2 al 4   | Tour de Elk Grove         | 2.1  | Elia Viviani          | Cannondale            |
| 6 al 11  | Tour de Utah              | 2.1  | Tom Danielson         | Garmin-Sharp          |
| 6 al 11  | Ruta del Centro           | 2.2  | Víctor García Estévez | Depredadores          |
| 14 al 18 | Vuelta al Sur de Bolivia  | 2.2  | Óscar Soliz           | Movistar Team América |
| 19 al 25 | USA Pro Cycling Challenge | 2.HC | Tejay van Garderen    | BMC Racing            |
| 28 al 1  | Tour de Río               | 2.2  | Óscar Sevilla         | EPM-UNE               |

### Septiembre 2013
| Fecha  | Carrera              | Cat. | Ganador      | Equipo del ganador |
| ------ | -------------------- | ---- | ------------ | ------------------ |
| 3 al 8 | Tour de Alberta      | 2.1  | Rohan Dennis | Garmin-Sharp       |
| 7      | Bucks County Classic | 1.2  | Kiel Reijnen | UnitedHealthcare   |

## Clasificaciones finales
- Las clasificaciones finalizaron de la siguiente forma:[7]

### Individual
La integran todos los ciclistas que logren puntos pudiendo pertenecer tanto a equipos amateurs como profesionales, excepto los ciclistas de equipos UCI ProTeam.
| Posición | Ciclista          | Equipo    | Puntos | Detalle de los puntos |
| -------- | ----------------- | --------- | ------ | --- |
| 1.º      | Janier Acevedo    | JSH       | 247    | Ver listaTour de California: 104 USA Pro Cycling Challenge: 50 Tour de Utah: 47 Tour de Gila: 34 Tour de San Luis: 12                                                   |
| 2.º      | Óscar Sánchez     | [ *** 1 ] | 180    | Ver listaVuelta a Costa Rica: 88 Vuelta a Guatemala: 84 Vuelta a Colombia: 8                                                                                            |
| 3.º      | Ryan Anderson     | OPM       | 165    | Ver listaTour de Elk Grove: 84 Campeonato de Canadá en Ruta: 30 USA Pro Cycling Challenge: 22 Tour de Delta: 16 Tour de Alberta: 13                                     |
| 4.º      | Kiel Reijnen      | UHC       | 138    | Ver listaPhiladelphia Cycling Classic: 40 Thompson Bucks County Classic: 40 Campeonato de USA en Ruta: 32 Tour de Utah: 10 USA Pro Cycling Challenge: 8 Tour de Gila: 8 |
| 5.º      | Francisco Mancebo | 5HR       | 130    | Ver listaTour de California: 33 Tour de Beauce: 32 Tour de Gila: 24 Tour de Utah: 23 Tour de Alberta: 12 Philadelphia Cycling Classic: 6                                |
| 6.º      | Daniel Díaz       | SLS       | 129,67 | Ver listaTour de San Luis: 118 Vuelta a Bolivia: 11,67 |
| 7.º      | Jonathan Millán   | [ *** 1 ] | 120    | Ver listaVuelta a Guatemala: 54 Vuelta a Colombia: 50 Vuelta a Costa Rica: 16                                                                                           |
| 8.º      | Óscar Soliz       | [ *** 1 ] | 118    | Ver listaVuelta al Sur de Bolivia: 82 Vuelta a Bolivia: 36 |
| 9.º      | Óscar Sevilla     | EPM       | 63     | Ver listaVuelta a Colombia: 63 Tour de Río: 52 |
| 10.º     | Philip Deignan    | UHC       | 113    | Ver listaTour de Gila: 42 Tour de Beauce: 30 Tour de California: 17 Tour de Utah: 16 USA Pro Cycling Challenge: 8                                                       |

| Posiciones desde el 11.º hasta el 20.º | Posiciones desde el 11.º hasta el 20.º | Posiciones desde el 11.º hasta el 20.º | Posiciones desde el 11.º hasta el 20.º | Posiciones desde el 11.º hasta el 20.º                                                                                       | Posiciones desde el 11.º hasta el 20.º |
| Posición                               | Ciclista                               | Equipo                                 | Puntos                                 | Detalle de los puntos |                                        |
| -------------------------------------- | -------------------------------------- | -------------------------------------- | -------------------------------------- | --- | -------------------------------------- |
| 11.º                                   | Alex Diniz                             | FUN                                    | 103                                    | Ver listaTour de San Luis: 62 Campeonato de Brasil en Ruta: 30 Tour de Brasil/Vuelta de San Pablo: 11                        |                                        |
| 12.º                                   | Jonathan Paredes                       | [ *** 1 ]                              | 100                                    | Ver listaCampeonato Panamericano en Ruta: 100                                                                                |                                        |
| 13.º                                   | Juan Murillo                           | [ *** 1 ]                              | 96                                     | Ver listaVuelta a Venezuela: 38 Campeonato de Venezuela en Ruta: 30 Vuelta al Táchira: 28                                    |                                        |
| 14.º                                   | Juan Pablo Magallanes                  | [ *** 1 ]                              | 93                                     | Ver listaRuta del Centro: 48 Campeonato Panamericano en Ruta: 25 Vuelta a Guatemala: 20                                      |                                        |
| 15.º                                   | Ignacio Sarabia                        | [ *** 1 ]                              | 91                                     | Ver listaCampeonato Panamericano en Ruta: 70 Campeonato Panamericano Contrarreloj: 14 Ruta del Centro: 7                     |                                        |
| 16.º                                   | Richard Carapaz                        | [ *** 1 ]                              | 85                                     | Ver listaCampeonato Panamericano en Ruta Sub-23: 80 Vuelta a Guatemala: 5                                                    |                                        |
| 17.º                                   | Magno Nazaret                          | FUN                                    | 83                                     | Ver listaTour de Brasil/Vuelta de San Pablo: 73 Campeonato Panamericano Contrarreloj: 5 Campeonato de Brasil Contrarreloj: 5 |                                        |
| 18.º                                   | Fred Rodríguez                         | JBC                                    | 82                                     | Ver listaCampeonato de Estados Unidos en Ruta: 80 USA Pro Cycling Challenge: 2                                               |                                        |
| 19.º                                   | Byron Guamá                            | [ *** 1 ]                              | 77                                     | Ver listaCampeonato Panamericano en Ruta: 30 Vuelta a Colombia: 18 Vuelta al Mundo Maya: 15 Vuelta a Guatemala: 14           |                                        |
| 20.º                                   | Edwar Stiber Ortiz Caro                | EPM                                    | 73,67                                  | Ver listaVuelta a Bolivia: 32,67 Tour de Río: 25 Vuelta a Colombia: 16                                                       |                                        |

- Nota: Total de corredores con puntuación: 369

1. 1 2 3 4 5 6 7 8 9  Sin equipo profesional.

1. ↑  Corredores menores de 23 años.

### Equipos
Solo reservada para equipos profesionales de categoría Profesional Continental (2ª categoría) y Continental (3ª categoría), quedando excluidos tanto los UCI ProTeam como los amateurs. Se confecciona con la sumatoria de puntos que obtenga un equipo con sus 8 mejores corredores en la clasificación individual. La clasificación también la integran equipos que no estén registrados en el continente.
| Posición | Equipo                                  | Puntos | Detalle de los puntos |
| -------- | --------------------------------------- | ------ | --- |
| 1.º      | UnitedHealthcare                        | 441    | Ver listaKiel Reijnen: 138 Philip Deignan: 113 John Murphy: 61 Lucas Euser: 60 Alessandro Bazzana: 25 Ben Day: 20 Marc de Maar: 14 Luke Keough: 10                             |
| 2.º      | Optum-Kelly Benefit Strategies          | 366    | Ver listaRyan Anderson: 165 Chad Haga: 48 Jesse Anthony: 34 Tom Zirbel: 29 Michael Friedman: 29 Eric Young: 29 Ken Hanson: 20 Alex Candelario: 12                              |
| 3.º      | Funvic Brasilinvest-São José dos Campos | 348    | Ver listaAlex Diniz: 103 Magno Nazaret: 83 Francisco Chamorro: 60 Flavio Cardoso: 55 Gregolry Panizo: 22 Roberto Pinheiro: 14 Otávio Bulgarelli: 10                            |
| 4.º      | Jamis-Hagens Berman                     | 345    | Ver listaJanier Acevedo: 247 Matt Cooke: 48 Ben Jacques-Maynes: 37 Demis Alemán: 6 Luis Romero Amaran: 5 Juan José Haedo: 2                                                    |
| 5.º      | EPM-UNE                                 | 324,67 | Ver listaÓscar Sevilla: 115 Edwar Stiber Ortiz Caro: 73,67 Giovanni Báez: 60 Freddy Piamonte: 21 Camilo Castiblanco: 20 Weimar Roldán: 16 Walter Pedraza: 10 Róbigzon Oyola: 9 |

| 6.º  | San Luis Somos Todos         | 196,68 | Ver listaDaniel Díaz: 129,67 Leandro Messineo: 41,67 Emmanuel Guevara: 16 Cristian Andrés Martínez: 4 Jorge Giacinti: 3,67 Andrei Sartassov: 1,67 |
| 7.º  | Bontrager                    | 186    | Ver listaNathan Brown: 54 Lawson Craddock: 40 Jasper Stuyven: 32 Antoine Duchesne: 28 Gavin Mannion: 28 Tanner Putt: 4                            |
| 8.º  | Jelly Belly-Kenda            | 179    | Ver listaFred Rodríguez: 82 Luie Enrique Dávila: 40 Charles Huff: 24 Nic Hamilton: 22 Serghei Tvetcov: 11                                         |
| 9.º  | 5 Hour Energy                | 154    | Ver listaFrancisco Mancebo: 130 Robert Sweeting: 16 Nathaniel English: 4 David Williams: 2 Max Jenkins: 2                                         |
| 10.º | Androni Giocattoli-Venezuela | 152    | Ver listaCarlos José Ochoa: 62 Jackson Rodríguez: 34 Mattia Gavazzi: 24 Miguel Ángel Rubiano: 18 Omar Bertazzo: 14                                |

- Nota: Total de equipos con puntuación: 38

### Países
Se confecciona mediante los puntos de los 10 mejores ciclistas de un país, no solo los que logren en este Circuito Continental, sino también los logrados en todos los circuitos. E incluso si un corredor de un país de este circuito , solo logra puntos en otro circuito (Europa, Asia, África, Oceanía), sus puntos van a esta clasificación. Al igual que en la clasificación individual, los ciclistas pueden pertenecer tanto a equipos amateurs como profesionales, excepto los ciclistas de equipos UCI ProTeam.
| Posición | País           | Puntos   | Detalle de los puntos |
| -------- | -------------- | -------- | --- |
| 1.º      | Colombia       | 1.460,07 | Ver listaJulián Arredondo: 349 Janier Acevedo: 247 Miguel Ángel Rubiano: 203,4 Óscar Sánchez: 180 Jonathan Millán: 120 Jonathan Paredes: 100 Stiver Ortíz: 73,67 Edson Calderón: 63 Isaac Bolívar: 62 Diego Ochoa: 62 |
| 2.º      | Estados Unidos | 876,33   | Ver listaKiel Reijnen: 138 Joey Rosskopf: 105 Jacob Keough: 94 Chad Haga: 88 Lawson Craddock: 88 Nathan Brown: 84 Fred Rodríguez: 82 John Murphy: 62,33 Eric Young: 53 Ken Hanson: 46                                 |
| 3.º      | Venezuela      | 596,87   | Ver listaJuan Murillo: 96 José Isidro Chacón: 94 Edwin Becerra: 63 Yeisson Delgado: 63 Carlos José Ochoa: 62 Maky Román: 61,67 Jackson Rodríguez: 48,4 Yosvangs Rojas: 45 José Alarcón: 35 Jonathan Monsalve: 28,8    |
| 4.º      | Brasil         | 512      | Ver listaAlex Diniz: 103 Rafael Andriato: 92 Magno Nazaret: 83 Flavio Cardoso: 55 Rodrigo Nascimento: 42 Kléber Ramos: 31 Nilceu Santos: 30 Murilo Affonso: 28 Renato Seabra: 25 Gregolry Panizo: 23                  |
| 5.º      | Canadá         | 416,45   | Ver listaRyan Anderson: 165 Zachary Bell: 65,25 David Veilleux: 52,2 Rémi Pelletier-Roy: 33 Antoine Duchesne: 28 Nic Hamilton: 22 Bruno Langlois: 21 Rob Britton: 12 Will Routley: 12 Curtis Dearden: 8               |

| 6.º  | México     | 405    | Ver listaJuan Pablo Magallanes: 93 Ignacio Sarabia: 91 Héctor Rangel: 56 Luis Enrique Dávila: 40 Luis Pulido: 36 Bernardo Cólex: 24 Miguel Luis Álvarez: 21 Florencio Ramos: 20 Flavio De Luna: 12 Francisco Matamoros: 12 |
| 7.º  | Argentina  | 381,34 | Ver listaDaniel Díaz: 129,67 Francisco Chamorro: 60 Mauro Richeze: 52 Leandro Messineo: 41,67 Eduardo Sepúlveda: 28 Emmanuel Guevara: 16 Lucas Gaday: 15 Edgardo Simón: 14 Marcos Crespo: 13 Josué Moyano: 12              |
| 8.º  | Costa Rica | 295    | Ver listaGregory Brenes: 59 Nieves Carrasco: 46 Román Villalobos: 42 Paul Betancourt: 40 Fabricio Quirós: 30 Steven Villalobos: 18 Alexander Sánchez: 16 César Rojas: 16 Paulo Vargas: 16 Federico Ramírez: 12             |
| 9.º  | Ecuador    | 240    | Ver listaRichard Carapaz: 90 Byron Guamá: 77 Segundo Navarrete: 55 José Ragonessi: 8 Jorge Montenegro: 6 Armando Montenegro: 4                                                                                             |
| 10.º | Bolivia    | 216    | Ver listaÓscar Soliz: 118 Gilber Zurita: 26 Piter Campero: 25 Juan Cotumba: 21 Horacio Gallardo: 10 Basilio Ramos: 6 Víctor Tarqui: 5 Justino Quispe: 3 Wilber Juchani: 2                                                  |

- Nota: Total de países con puntuación: 24

### Países sub-23
| Posición | País           | Puntos |
| -------- | -------------- | ------ |
| 1.º      | Colombia       | 330,67 |
| 2.º      | Estados Unidos | 266    |
| 3.º      | Ecuador        | 90     |
| 4.º      | Guatemala      | 72     |
| 5.º      | Argentina      | 58     |
| 6.º      | El Salvador    | 57     |
| 7.º      | México         | 53     |
| 8.º      | Brasil         | 48     |
| 9.º      | Panamá         | 43     |
| 10.º     | Barbados       | 40     |

- Nota: Total de países con puntuación: 19

## Progreso de las clasificaciones
| Fecha                    | Clasificación individual | Clasificación por equipos               | Clasificación por países | Clasificación por países sub-23 |
| ------------------------ | ------------------------ | --------------------------------------- | ------------------------ | ------------------------------- |
| 25 de octubre de 2012    | Magno Nazaret            | -                                       | Brasil                   | Barbados                        |
| 25 de noviembre de 2012  | Magno Nazaret            | -                                       | Colombia                 | Barbados                        |
| 25 de diciembre de 2012  | Magno Nazaret            | -                                       | Colombia                 | Barbados                        |
| 25 de enero de 2013      | Óscar Sánchez            | Funvic Brasilinvest-São José dos Campos | Colombia                 | Barbados                        |
| 25 de febrero de 2013    | Daniel Díaz              | Funvic Brasilinvest-São José dos Campos | Colombia                 | Barbados                        |
| 25 de marzo de 2012      | Daniel Díaz              | Funvic Brasilinvest-São José dos Campos | Colombia                 | Barbados                        |
| 25 de abril de 2013      | Daniel Díaz              | Funvic Brasilinvest-São José dos Campos | Colombia                 | Estados Unidos                  |
| 25 de mayo de 2013       | Óscar Sánchez            | Funvic Brasilinvest-São José dos Campos | Colombia                 | Colombia                        |
| 25 de junio de 2013      | Óscar Sánchez            | Funvic Brasilinvest-São José dos Campos | Colombia                 | Colombia                        |
| 25 de julio de 2013      | Óscar Sánchez            | Funvic Brasilinvest-São José dos Campos | Colombia                 | Colombia                        |
| 15 de agosto de 2013     | Janier Acevedo           | UnitedHealthcare                        | Colombia                 | Colombia                        |
| 25 de agosto de 2013     | Janier Acevedo           | UnitedHealthcare                        | Colombia                 | Colombia                        |
| 30 de septiembre de 2013 | Janier Acevedo           | UnitedHealthcare                        | Colombia                 | Colombia                        |
| Final                    | Janier Acevedo           | UnitedHealthcare                        | Colombia                 | Colombia                        |